# Имението Шоскъм
„Имението Шоскъм“ (на английски: The Adventure of Shoscombe Old Place) е разказ на писателя Артър Конан Дойл за известния детектив Шерлок Холмс. Включен е в книгата „Архив на Шерлок Холмс“, публикувана през 1927 година.

## Сюжет
Внимание:  Текстът по-долу разкрива сюжета на произведението (или части от него)!
Към Шерлок Холмс се обръща за помощ господин Джон Мейсън, треньор на коне в имението Шоскъм. Той предполага, че господарят му сър Робърт Норбъртън е полудял. Сър Робърт живее в имението Шоскъм с овдовялата си сестра, лейди Беатрис Фолдър, на която то принадлежи. Въвлечен в дългове сър Робърт възлага основната и единствената надежда на жребеца Принц, чийто треньор е Мейсън. Ако на състезанието Принц спечели, това ще позволи на сър Робърт не само да се разплати с кредиторите, но също така и да забогатее. Но преди известно време в имението Шоскъм се появяват мистериозни събития.
Без видима причина лейди Беатрис се скарва с брат си и престава да се среща с него. Тя е сериозно болна от воднянка, но изведнъж започва да пие алкохол, и то в големи количества. По улиците лейди Беатрис пътува с файтон, придружен от прислужницата си. А любимия шпаньол на лейди Беатрис, който изведнъж започва безпричинно да лае, сър Робърт дава на собственика на хотела „Зеленият дракон“. Тогава икономът забелязва, че сър Робърт ходи през нощта в една изоставена крипта. Икономът и треньорът по-късно разглеждат криптата и намират там полуизгнил и мумифициран труп. А в пепелта на камината, отопляща стаята на лейди Беатрис, един от слугите намира обгорена горна част на човешки пищял.
Холмс и Уотсън отпътуват до Шоскъм и отсядат в хотел „Зеленият дракон“. Там молят ханджията да им даде временно шпаньола на лейди Беатрис, уж за лов. Когато файтонът с лейди Беатрис напуска имението за разходка, Холмс пуска кучето от каишката. Шпаньолът радостно се хвърля към своята стопанка, но изведнъж „лейди Беатрис“ го удря и му извиква с груб мъжки глас. През нощта Холмс, Уотсън и Мейсън отиват в изоставена гробница. Изследвайки погребенията Холмс отваря един от саркофазите и открива тялото на мъртвата лейди Беатрис. В същото време в хранилището се появява сър Робърт. Холмс го призовава да признае всичко и сър Робърт се съгласява.
Оказва се, че лейди Беатрис е починала преди седмица. Сър Робърт, който желае да се избегне съдебен спор с кредиторите си във връзка с това събитие, решава да скрие смъртта на сестра си, докато приключи състезанието. След като намира подходящ ковчег, сър Робърт изважда и след това изгаря намиращите се там човешки останки, а на свободното място погребва тялото на сестра си. Ролята на „лейди Беатрис“ играе съпруга на нейната прислужница. Последвалото след това полицейско разследване приключва за сър Робърт доста добре, като той успява да се измъкне само с порицание.